# Волосатая лягушка
Волосатая лягушка (лат. Trichobatrachus robustus) — земноводное семейства пискуньи. Вид получил название из-за плотно расположенных друг к другу лоскутков кожи («волосы»), которые образуются у самцов в период размножения. Особенностью этого вида является способность ломать кости фаланг и выводить их через кожу, образуя таким образом маленькие когти.

## Описание

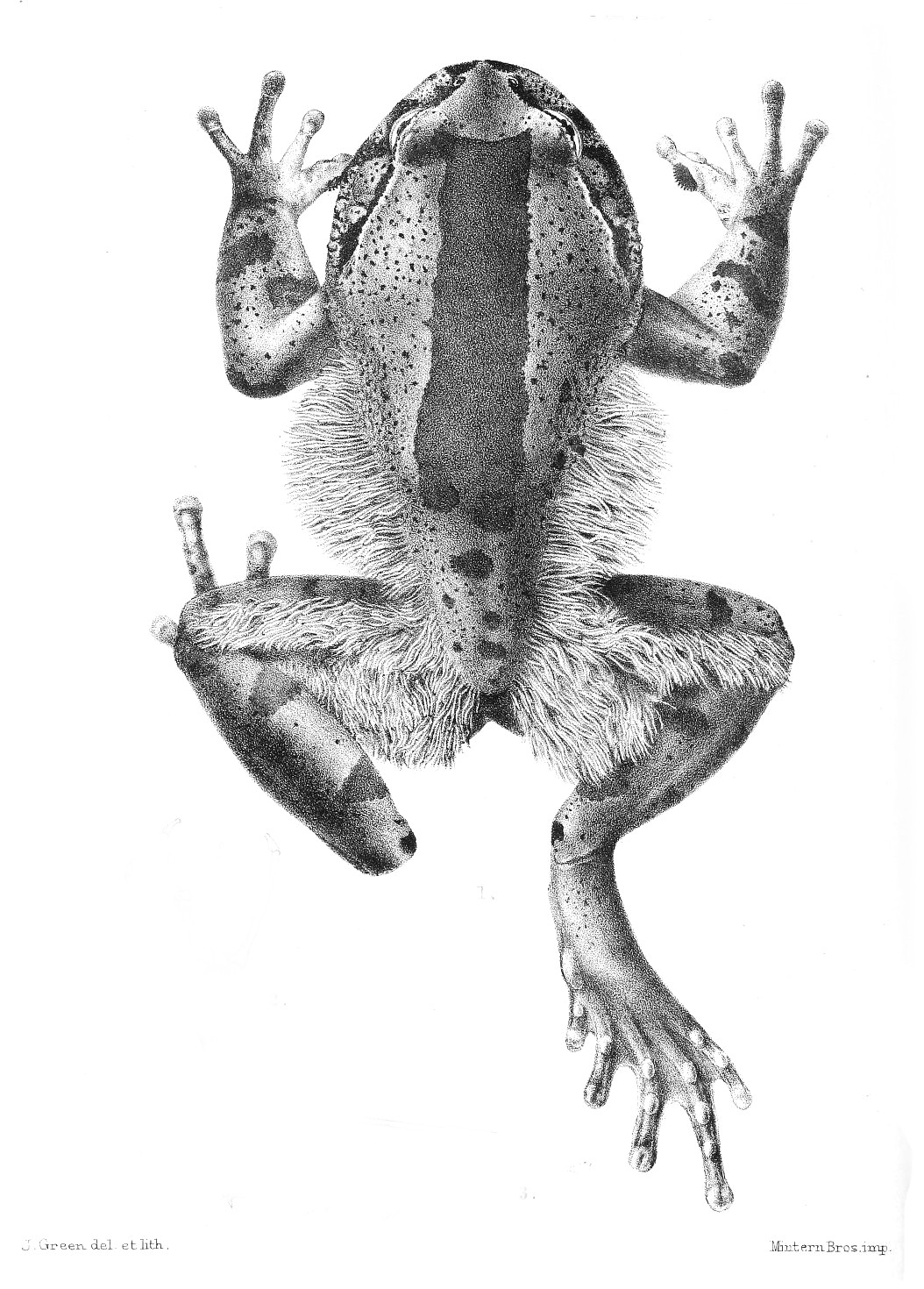

Волосатая лягушка достигает длины в среднем 11 см, причём самцы значительно больше самок. Окрас от оливково-зелёного до коричневого цвета, между глазами и на спине находятся чёрные полоски. У лягушки широкая голова с короткой, округлённой мордочкой. Ноздри лежат ближе к глазам, чем к вершине мордочки, глаза имеют вертикальные зрачки. Барабанная перепонка диаметром примерно в половину размера глаз.
Особенностью, которой обладает волосатая лягушка и ряд родственных ей видов, является образование когтей. Как таковых роговых отростков, как например у гладкой шпорцевой лягушки (Xenopus laevis), у волосатой лягушки нет. Вместо этого она активно образует их, ломая кости на пальцах ног и прокалывая ими свою кожу. Образовавшиеся в результате этого очень острые когти, вероятно, служат прежде всего для защиты от потенциальных хищников.
Животные имеют выраженный половой диморфизм. Самцы имеют пару внутренних пузырей, а также три ряда чёрных маленьких зубов на передних частях стопы, которые, вероятно, служат для фиксации с самкой при спаривании. Выделяющиеся отростки кожи, которые появляются у самцов в период размножения по бокам и на задних лапах. Они расположены плотно друг к другу и имеют длину от 10 до 15 мм. Возможно, выросты служат сигналом другим самцам удерживаться от ошибочных попыток спаривания. Отростки содержат множество артерий и, как полагают, увеличивают площадь поверхности с целью увеличение количества поглощаемого кислорода так как самец остается с яйцами в течение длительного периода времени после того, как их откладывает самка.

## Распространение
Область распространения волосатой лягушки простирается от юго-запада Нигерии через запад и юго-запад Камеруна и Экваториальной Гвинеи до Демократической республики Конго и Габона.
Лягушка живёт на земле в низменной сельве в районе быстро текущих рек, а также на территории, используемой под чайные плантации. Головастики живут на глубине рек, а также в промоинах под водопадами.

## Образ жизни
Об образе жизни волосатой лягушки мало сведений. Предположительно она живёт в лесу на земле и только в период размножения и откладывания яиц ищет воду. По результатам исследования содержимого желудка можно установить, что лягушка питается улитками, многоножками, пауками, жуками и саранчой.
Самка откладывает свою икру на камни в реках. Из неё появляются мускулистые головастики, у которых в полости рта имеется несколько рядов роговых зубов, с помощью которых они питаются как хищники.